# Dalyan
Dalyan ist ein Ort im Südwesten der Türkei (Provinz Muğla) im Landkreis Ortaca.
Dalyan ist ein bekanntes türkisches Ferienziel am Dalyan-Kanal, der den See Köyceğiz Gölü über das Dalyan-Delta mit dem Mittelmeer verbindet. Es wird auch gerne von Tagesausflüglern besucht. Markttag ist Samstag.
In seiner Umgebung befinden sich zahlreiche antike Kulturstätten und Naturschönheiten. Dazu gehören die Felsengräber der antiken Stadt Kaunos, die aus dem vierten Jahrhundert vor Christus stammen, sowie Ruinen aus römischer Zeit – darunter ein Theater, eine Agora, ein Nymphäum und zahlreiche weitere Gebäude. Die Bewohner des antiken Kaunos nutzten überdies den nahegelegenen İztuzu-Strand als Hafen. 1988 wurde von britischen Naturschützern hier ein Hotelprojekt verhindert, um ein Laichgebiet der Unechten Karettschildkröten (Caretta caretta) zu erhalten. Der İztuzu-Strand wird noch immer streng überwacht, um die Schildkröten zu schützen. Baden ist aber möglich. 2014 wurde der Strand von der Privatfirma Dalcev gepachtet und soll kommerziell genutzt werden. Die örtliche Bevölkerung versucht, die Baumaschinen mit Sitzblockaden aufzuhalten. Der Geschäftsführer von Dalcev ist Ramazan Oruc, ein bekanntes Mitglied der regierenden AKP. Was das Unternehmen am Strand plant, ist noch geheim.
Das örtliche Wasserleitungssystem und die Wasseraufbereitungsanlage sind deutsche Entwicklungsprojekte. Im Dorf Dalyan hat sich eine Kolonie von britischen und deutschen Rentnern angesiedelt.

## Sehenswürdigkeiten
- Antike Stadt Kaunos
- Karische Felsengräber

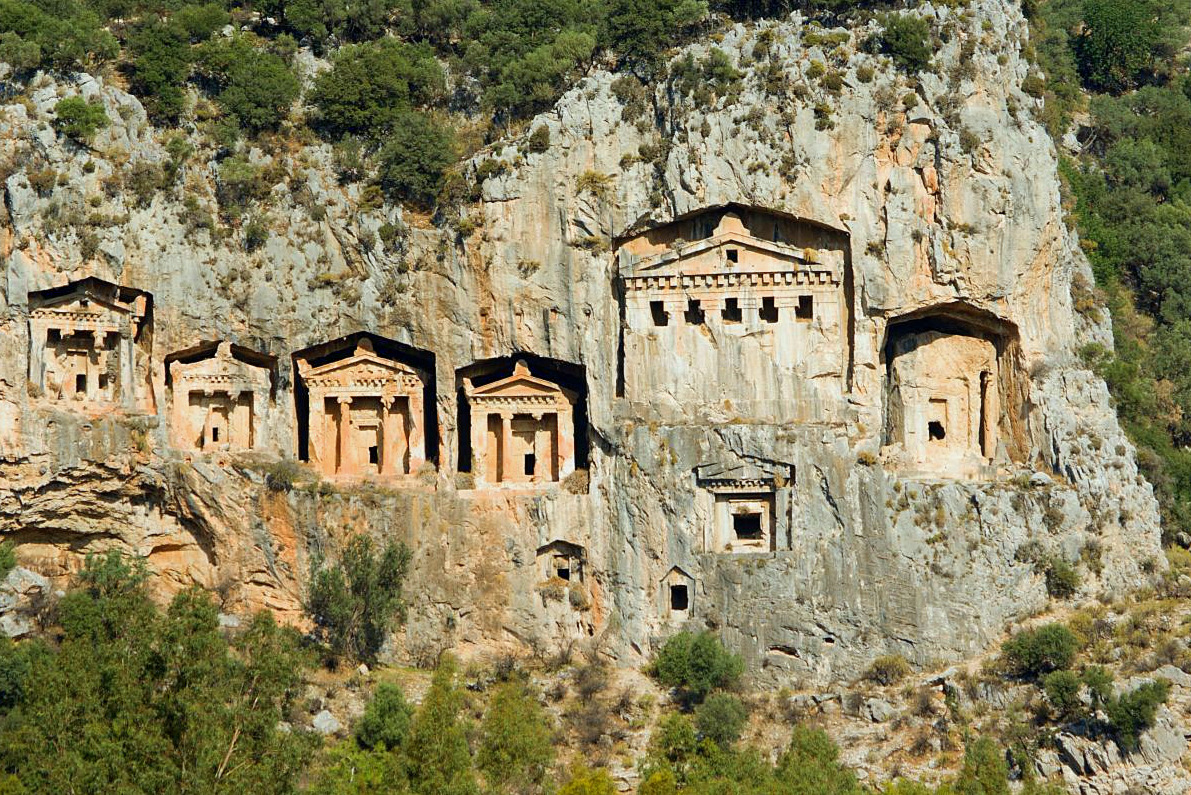
Felsengräber bei Dalyan

- Dalyan-Fluss, der mit Ausflugsbooten befahren werden kann
- See von Köyceğiz mit Heideninsel (Gavur Adası)
- Heilsames Schlammbad
- Ferienort Sarıgerme
- İztuzu-Strand, der Laichstrand der Unechten Karettschildkröte (Caretta caretta, zugleich Wahrzeichen Dalyans)
- Amberbaum-Wald